# Matt Smith
Matthew Robert Smith (sinh ngày 28/10/1982) là nam diễn viên người Anh Quốc. Anh được biết đến với vai bác sĩ thứ mười một trong loạt phim "Doctor Who" (đài BBC) và vai Vương tế Philip, Công tước xứ Edinburgh trong loạt phim The Crown (Netflix). Vai diễn trong The Crown đã mang về cho anh một đề cử giải Primetime Emmy.

## Thời thơ ấu
Matthew Robert Smith sinh ra tại Northampton vào ngày 28/10/1982, cha mẹ anh là Lynne và David Smith, anh có một người em gái tên là Laura Jayne. Smith từng theo học Trường nam sinh Northampton.

## Sự nghiệp
Smith từng thủ vai Ralph Fiennes thời trẻ, trong phim hài đen "In Bruges" của đạo diễn Martin McDonagh (2008), nhưng cuối cùng không được lên phim. Anh tham gia các phim Together (2009) và Womb (2010).

## Đời tư
Smith từng hẹn hò với ca sĩ, diễn viên người Brazil, Mayana Moura từ 2008 đến 2009. Anh cũng có mối quan hệ hợp tan nhiều lần với người mẫu Daisy Lowe từ năm 2010 đến 2014. Từ năm 2014–2019, anh hẹn hò với diễn viên Lily James.

## Danh sách phim

### Điện ảnh
| Năm  | Tên                             | Vai                        | Ct                      |
| ---- | ------------------------------- | -------------------------- | ----------------------- |
| 2008 | In Bruges                       | Young Harry Waters         | Cảnh đã bị cắt          |
| 2010 | Womb                            | Thomas                     |                         |
| 2011 | Christopher and His Kind        | Christopher Isherwood      |                         |
| 2012 | Bert and Dickie                 | Bert Bushnell              |                         |
| 2014 | Lost River                      | Bully                      |                         |
| 2015 | Terminator Genisys              | Alex / Skynet / The T-5000 | Ghi danh là tthew Smith |
| 2016 | Pride and Prejudice and Zombies | Parson William Collins     |                         |
| 2018 | Mapplethorpe                    | Robert Mapplethorpe        |                         |
| 2018 | Patient Zero                    | Morgan                     |                         |
| 2018 | Charlie Says                    | Charles Manson             |                         |
| 2019 | Official Secrets                | Martin Bright              |                         |
| 2020 | His House                       | Mark Essworth              |                         |
| 2021 | Last Night in Soho              | Jack                       |                         |
| 2021 | The Forgiven                    | Richard Galloway           |                         |
| 2022 | Morbius                         | Milo                       |                         |

### TV Series
| Năm         | Tên       | Vai                |
| ----------- | --------- | ------------------ |
| 2016 - 2017 | The Crown | Philip Mountbatten |